# Sunetra Gupta
Sunetra Gupta (bengalí: সুনেত্রা গুপ্ত)  (Calcuta, 15 de març de 1965) és una novel·lista i professora d'epidemiologia teòrica a la Universitat d'Oxford, interessada sobretot en malalties infeccioses responsables de la malària, HIV, grip i la meningitis bacteriana.

## Biografia
Va néixer a Calcuta, India de Dhruba i Minati Gupta. Va estudiar biologia a la Universitat de Princeton i un doctorat al Imperial College London. Està casada amb el professor Adrian V. S. Hill i te dues filles.

## Carrera científica
Actualment és professora d'epidemiologia teòrica al departament de zoologia de la Universitat d'Oxford. Forma part del comitè europeu assessor del Princeton University Press.
Va ser premiada amb la Medalla Científica per la Societat Zoològica de Londres i el premi Rosalind Franklin de la Royal Society per la seva recerca científica.
El seu retrat es va mostra durant el prestigiós Royal Society's Summer Science Exhibition el juliol de 2013 juntament amb altres dones científiques com Madame Curie.

## Principals èxits com escriptora
Va escriure la seva primera obra de ficció en Bengaĺí. Va ser traductora de la poesia de Rabindranath Tagore. Ha publicat diverses novel·les en anglès. A l'octubre de 2012 la seva cinquena novel·la So Good in Black va ser preseleccionada pel premi DSC Prize for South Asian Literature.
Les seves novel·les han estat premiades amb el premi Sahitya Akademi Award, the Southern Arts Literature Prize, seleccionada al premi Crossword Award i el Orange Prize.

### Novel·les
- Memories of Rain. Penguin Books India, New Delhi 1992, ISBN 978-0-14-016907-2.
- The Glassblower's Breath (1993)
- Moonlight into Marzipan (1995)
- A Sin of Colour (1999)
- So Good in Black (2009)